# Josu Urrutikoetxea
José Antonio Urruticoechea Bengoechea (Miravalles, Biscaia, 24 de dezembro de 1950), também conhecido como Josu Ternera e como Josu Urrutikoetxea Bengoetxea, é um membro histórico da organização terrorista Euskadi Ta Askatasuna (ETA) e exdeputado no Parlamento Basco por Euskal Herritarrok.

## Pertence à ETA
Pertenceu a ETA-V Assembleia na que ocupou, até ao seu passo à clandestinidade, o cargo de responsável político em Biscaia. Em maio de 1971 foge para a França, momento em que se incorpora à frente militar da organização terrorista. A 15 de julho de 1972 ataca a fábrica de Orbegozo em Hernani (Guipúscoa), roubando aproximadamente quatro milhões de pesetas da época. A 28 de julho de 1972 intervém no assalto a uma furgoneta que levava divisas para o Banco de Biscaia na localidade de Pasa (Guipúscoa), se apoderando a mais de 12 000 000 de pesetas. A 6 de dezembro do mesmo ano participa no atentado à Casa Sindical de Hernani. A 21 de janeiro de 1973, assalta junto a outros membros da banda um arsenal de Hernani conseguindo mais de 3 000 quilos de dinamite e diverso material explosivo. Uma parte destes explosivos seria utilizada em dezembro do mesmo ano para realizar o atentado contra Luis Carrero Blanco, presidente do Governo de Franco. Depois da morte do que fosse responsável pela frente militar Eustakio Mendizabal Benito, Txikia, se fez cargo de ditas responsabilidades.
Em 1980 entra a fazer parte do executivo da organização terrorista ETA militar. Em julho de 1984 converte-se no número dois da ETA. Destaca durante estes anos a sua oposição às conversas de Argel, entre o governo de Felipe González e ETA, que terminariam em falhanço. Depois da morte de Txomin Iturbe Abasolo converte-se no número um da organização.
Em janeiro de 1989 é detido em Baiona junto com a sua mulher (a dirigente de relações exteriores de Herri Batasuna Elena Beloki Resa, quem em dezembro de 2007 seria condenada pela Audiência Nacional a 13 anos de prisão por um delito de integração em organização terrorista em qualidade de dirigente). Ingressa na prisão de Fresnes, para perto de Paris. Posteriormente seria extraditado à Espanha, em onde ficou em liberdade ao se considerar que tinha sido julgado na França por pertence e financiamento da ETA e que os demais delitos de que se lhe podia acusar tinham prescrito.
A 26 de outubro de 1990 foi condenado a dez anos de prisão por associação criminosa, uso de documentação falsa e porte ilícita de armas. A Fazenda da Audiência Nacional solicitou em julho de 1993 doze anos de prisão como responsável pelo aparelho internacional da ETA desde 1984 até à sua detenção em 1989. Após a sua saída em liberdade foi expulso pelas autoridades francesas e entregado a Espanha a 4 de maio de 1996.
O juiz da Audiência Nacional Javier Gómez de Liaño decretou o seu rendimento na prisão e nesse mesmo mês processou-o por pertencer à banda armada e depósito de armas. Em junho de 1996 declarou como imputado pelo atentado na praça da República Dominicana de Madri em 1986, no que faleceram doze policias civis.
Os ex membros da ETA Juan Manuel Soares Gamboa e José Rego declararam que Josu Urrutikoetxea era um dos máximos dirigentes do grupo em 1987, pelo que o magistrado Gómez de Liaño reabriu quatro sumários em seu contra.

## Actividade política
Nas eleições autonómicas de 25 de outubro de 1998 foi eleito deputado do Parlamento Basco, pela circunscrição eleitoral de Biscaia, nas listas de Euskal Herritarrok, atualmente ilegalizada. A21 de janeiro de 1999 foi assim mesmo eleito membro da Comissão de Direitos Humanos de dita câmara em representação deste partido, com os votos dos partidos nacionalistas.

## Fuga
Foi citado a declarar em duas ocasiões ante o Supremo Tribunal quem pesquisava se deu a ordem de cometer o atentado contra casa-a quartel da Policia civil de Saragoza em 1987, no que morreram onze pessoas, entre elas cinco meninos. Fugiu da Espanha em novembro de 2003 ao ser imputado pelo atentado, permanecendo em paradeiro desconhecido durante dezasseis anos.
Em dezembro de 2011, o Departamento de Estado dos Estados Unidos incluiu-o na lista de terroristas pelo seu papel decisivo na banda ETA, congelando todos os seus bens e contas que pudesse ter em solo norte-americano ao constituir uma ameaça para o país.

## Doença
Em novembro de 2008 soube-se que padecia de um cancro terminal do estômago, segundo fontes da luta antiterrorista espanhola, e que se encontrava em tratamento desde fazia anos. Ditas fontes consideraram que estava afastado da direcção de ETA. No entanto, depois do anuncio em outubro de 2011 do cessar definitivo da sua actividade armada, a polícia espanhola considerou-lhe de novo à frente da organização junto com David Pla e Iratxe Sorzabal. A 3 de maio de 2018 foi um dos encarregados em ler o comunicado final da ETA que anunciou a sua dissolução.

## Detenção
A 16 de maio de 2019 foi detido em Sallanches (França) numa operação conjunta da Direcção Geral de Segurança Interior francesa e da Policia civil espanhola.